# Century Series Fighters

L'appellation « Century Series Fighters » (en français : « chasseurs de la série 100 ») désigne une série d'avions de chasse conçus par les États-Unis durant les années 1950, et qui portaient un numéro de désignation supérieur à 100 dans la nomenclature des avions américains de 1926 à 1962. On rencontre également les appellations de « Century Series » ou « Century Fighters ».
Ces avions ont marqué les mémoires par leurs performances remarquables pour l'époque et leur apparition en quelques années à peine. Ils comprenaient les premiers modèles réussis d'avions supersoniques au service de l'United States Air Force, qui sont restés en service actif jusque dans les années 1970/80 dans l'Air Force Reserve Command et l'Air National Guard. Ils coïncident avec une période de progrès significatifs dans le domaine de l'aéronautique militaire. Ainsi, le F-100 fut le premier avion américain capable de dépasser le mur du son en vol horizontal, mais restait dépourvu de radar. Moins de quatre ans plus tard, le F-106 était deux fois plus rapide, disposait d'une électronique de bord très sophistiquée ainsi que d'une soute à armement pouvant emporter des roquettes à tête nucléaire. Trois variantes ultérieures, les QF-100, QF-102 et QF-106, sont restées en service, principalement comme drones aériens, jusqu'à la fin des années 1990.
Le F-104S est resté en service dans l'armée italienne jusqu'en 2004.

## Avions de laCentury Series

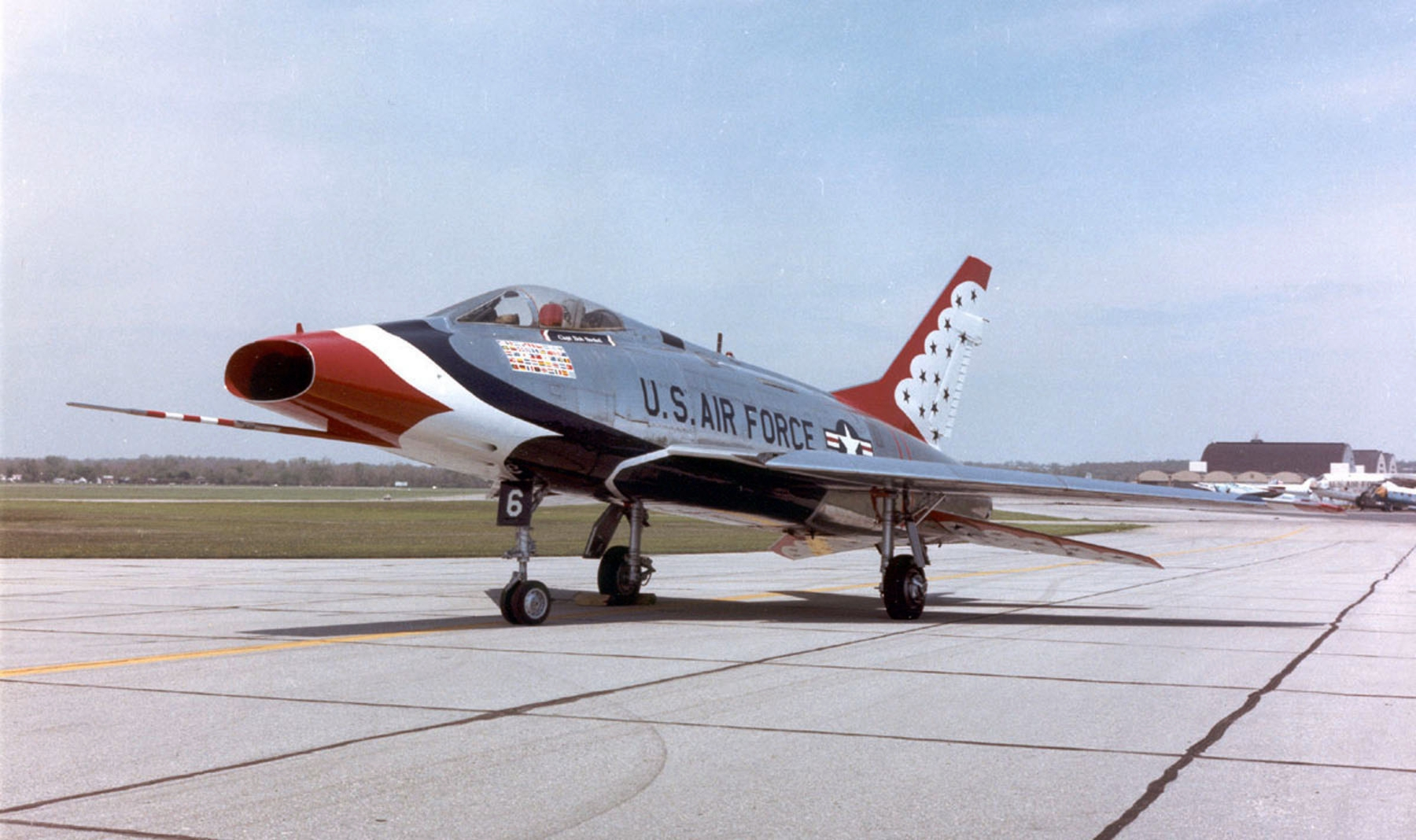
North American F-100 Super Sabre (premier vol en mai 1953), 2294 construits.
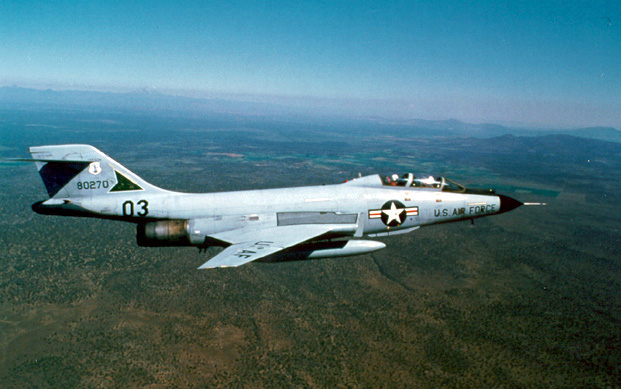
McDonnell F-101 Voodoo (premier vol en septembre 1954), 883 construits.
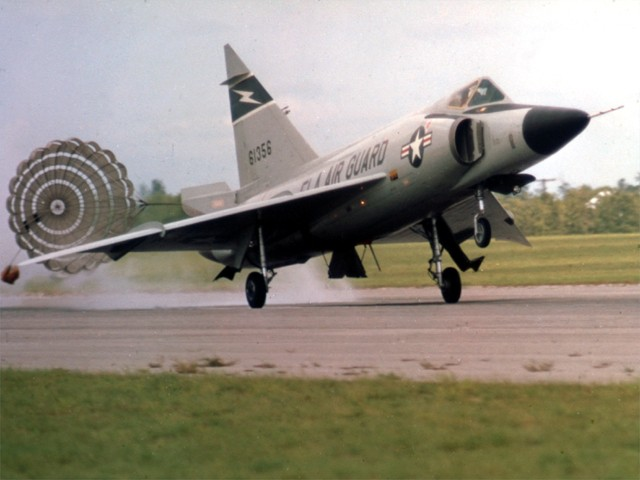
Convair F-102 Delta Dagger (premier vol en octobre 1953), 940 construits.
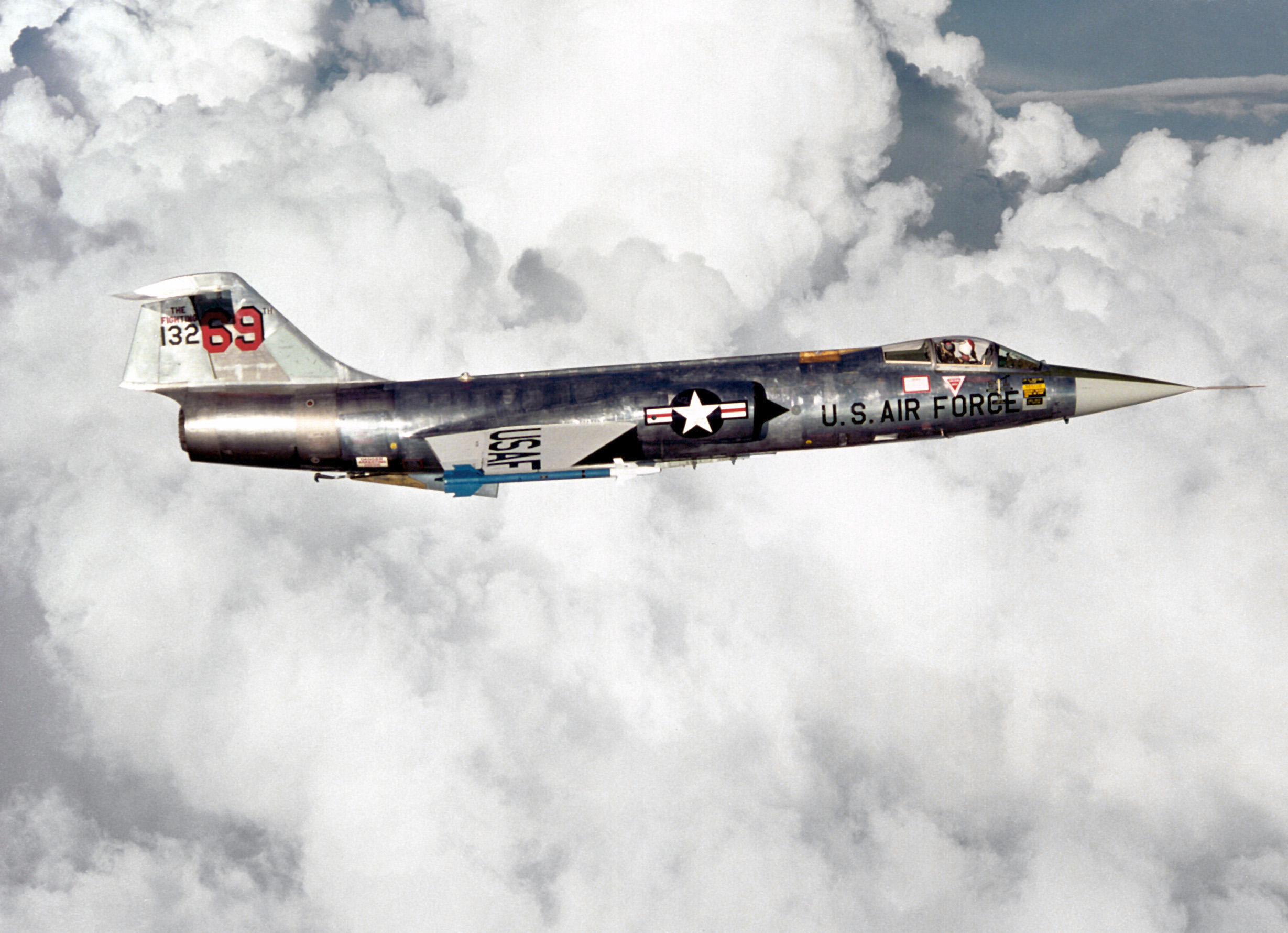
Lockheed F-104 Starfighter (premier vol en mars 1954), 2578 construits.
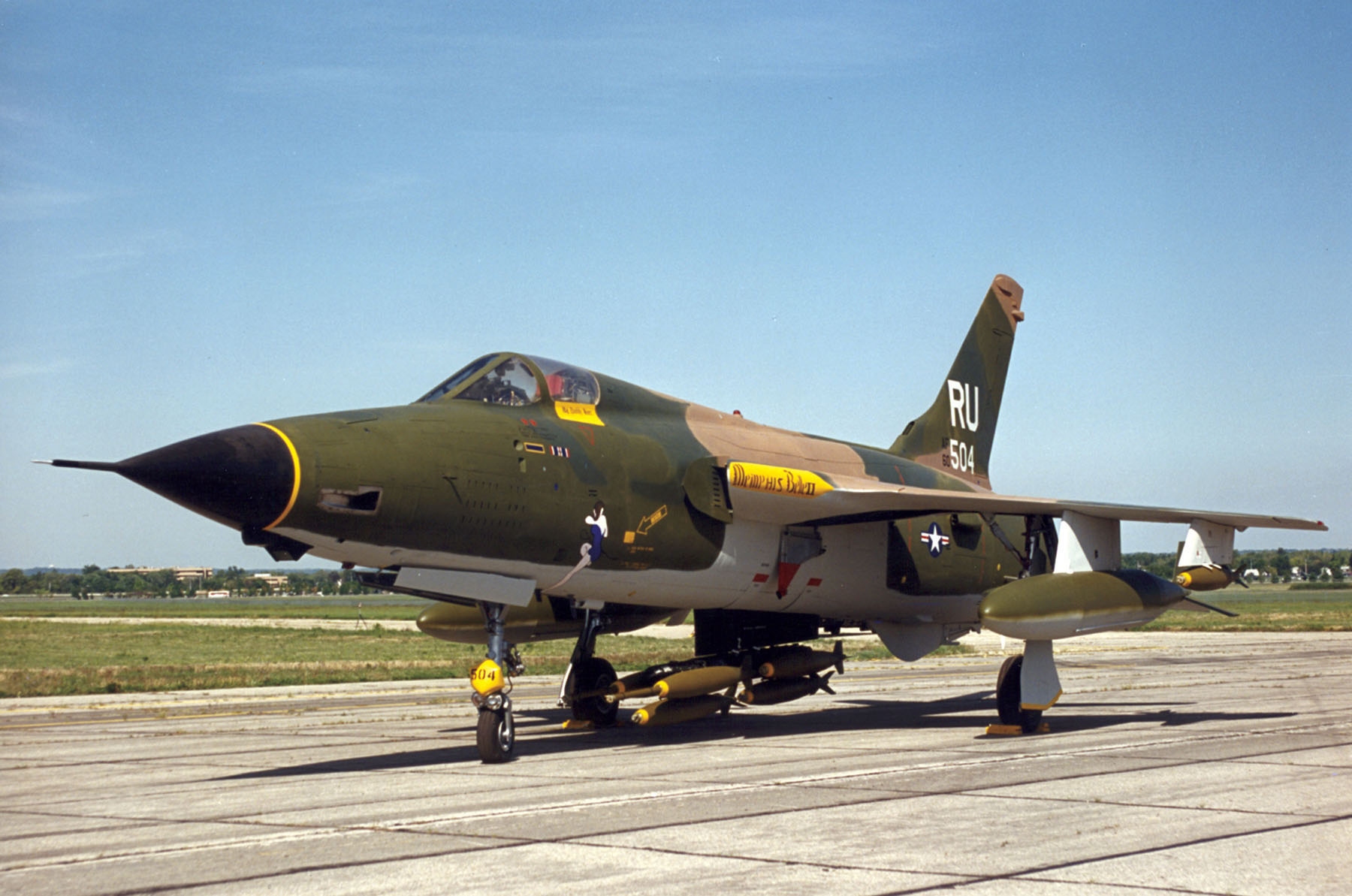
Republic F-105 Thunderchief (premier vol en octobre 1955), 833 construits.
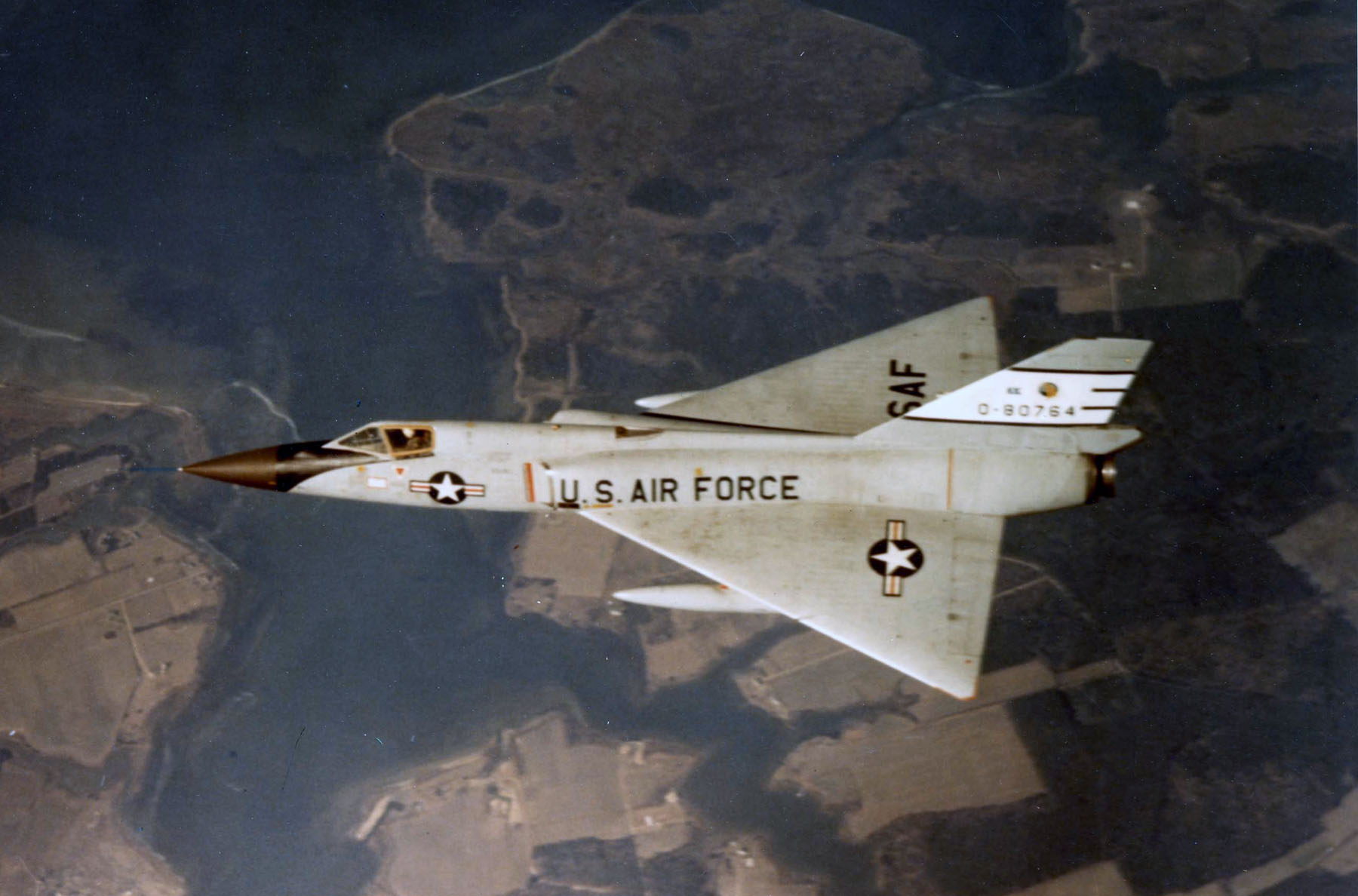
Convair F-106 Delta Dart (premier vol en décembre 1956), 340 construits.

## Numéros non utilisés dans la série
Les désignations F-103, F-107 et F-108 ont été utilisées pour des projets qui n'ont jamais abouti. Des trois projets, seul le North American F-107 a effectivement volé, mais n'a été construit qu'en trois prototypes.
La désignation F-109 initialement destinée au F-101B Voodoo et plus tard demandée mais non accordée au prototype d'ADAV Bell XF-109, n'a finalement pas été utilisée.
La désignation F-110 Spectre a été utilisée de janvier à septembre 1962 pour la version du McDonnell Douglas F-4 Phantom II destinée à l'US Air Force. Cette version a finalement reçu la désignation F-4C.

## Avions hors de la série
Le General Dynamics F-111 Aardvark (premier vol en décembre 1964) n'est généralement pas considéré comme faisant partie de la série, malgré son numéro 111. Il s'agit d'ailleurs plus d'un bombardier que d'un avion de chasse (en dépit de sa classification « F »).
À partir de septembre 1962, à la suite d'un changement de désignation des avions militaires américains, la numérotation des avions de chasse est repassée à des numéros plus petits (F-5, etc.), fermant ainsi la série. À la fin des années 1970 est apparu le Lockheed Martin F-117 Nighthawk. Son existence n'a été révélée au public qu'en 1988 et sa désignation — surprenante à plusieurs titres — n'en fait cependant pas un membre de la Century Series.